# Патронен, Ханну
Ханну Ярл Йоханнес Патронен (фин. Hannu Jarl Johannes Patronen; род. 23 мая 1984, Ярвенпяа, Уусимаа) — финский футболист, защитник.

## Карьера

### Клубная карьера
Во взрослом футболе дебютировал в 2002 году в клубе «Хонка», за молодёжную команду которого выступал несколькими годами ранее.
12 июля 2008 года подписал контракт со шведским клубом «Хельсингборг» на 3,5 года, дебютировав 15 июля 2008 года в домашнем матче против клуба «АИК» (2:1). В 2012 году Патронен перешёл в норвежский «Согндал», став неотъемлемой частью центральной защиты клуба, в первом же сезоне сыграв в 54 матчах и забив два гола. 
27 декабря 2018 года подписал контракт с финским клубом «ХИК», где отыграл один сезон, после чего стал выступать за «ХИФК», где и завершил футбольную карьеру в 2021 году.

### Карьера в сборной
В 2011 году дебютировал в официальных матчах в составе национальной сборной Финляндии. Всего в составе сборной вышел на поле в шести матчах, не отметившись забитыми мячами.

### Тренерская карьера
После завершения игровой карьеры Патронен стал тренировать некоторые непрофессиональные финские команды, а также работал помощником главного тренера сборной Финляндии до 19 лет.